# Almoxarifado (logística)
Almoxarifado é um importante setor das empresas, sejam públicas ou privadas, e consiste no lugar destinado à estocagem em condições adequadas de produtos para uso interno, e é matéria de estudo em administração.

## Conceito
O setor de almoxarifado exige o controle do estoque (quantidade, reposição, armazenagem, validade, controle do uso, etc.), mercadorias e produtos (de limpeza, de escritório, serviços, etc.), aquisição (levantamento de preços, pesquisa de fornecedores, registro das compras feitas e a fazer, arquivamento de notas) e outras tarefas afeitas ao almoxarife ou estoquista. Estas funções necessitam observar critérios de racionalização, acondicionamento, localização, acurácia, padronização, indicadores e documentação.
Na racionalização do almoxarifado, deve-se ter em conta o cálculo das quantidades de produtos que se deve possuir em estoque.
No acondicionamento deve-se buscar a otimização das distâncias entre o local de estocagem e onde será usado, a adequação do espaço de guarda com o melhor uso de sua capacidade volumétrica.
Para a localização deve-se observar a facilidade em se encontrar aquilo que é procurado, através de etiquetagem por exemplo, a fim de se evitar a entrega errônea de material, o que acarreta problemas no controle, tempo desperdiçado, etc.
Acurácia, ou exatidão de operação, implica a exatidão das informações de controle com a realidade dos bens armazenados. A inexatidão dos dados provoca falhas de contabilidade, fornecimento, dentre outras.
Os materiais do almoxarifado devem ser padronizados, para fins de melhor controle das compras (fornecimento), e evitar falhas como a duplicidade de itens no registro,com isso, evitando a falta de materiais em vendas futuras.
O setor deve apresentar os indicadores de suas atividades, como relatórios de eficiência, a fim de proporcionar otimização do gerenciamento, controle do histórico dos itens, etc.
Documentação implica a confecção do manual técnico de almoxarifado, em que se defina de modo preciso as normas de identificação dos produtos, inventário, inclusão de novos itens, entre outros.